# Огилви, Джеймс, 4-й граф Финдлатер
Джеймс Огилви, 4-й граф Финдлатер и 1-й граф Сифилд (англ. James Ogilvy, 4th Earl of Findlater and 1st Earl of Seafield; 11 июля 1664 — 19 августа 1730) — шотландский политик и пэр. Активный сторонник заключения Унии в 1707 году.

## Происхождение
Родился 11 июля 1664 года. Второй сын Джеймса Огилви, 3-го графа Финдлатера (ок. 1640—1711) из клана Огилви и леди Энн Монтгомери (1632—1687), дочери Хью Монтгомери, 7-го графа Эглинтона.

## Карьера

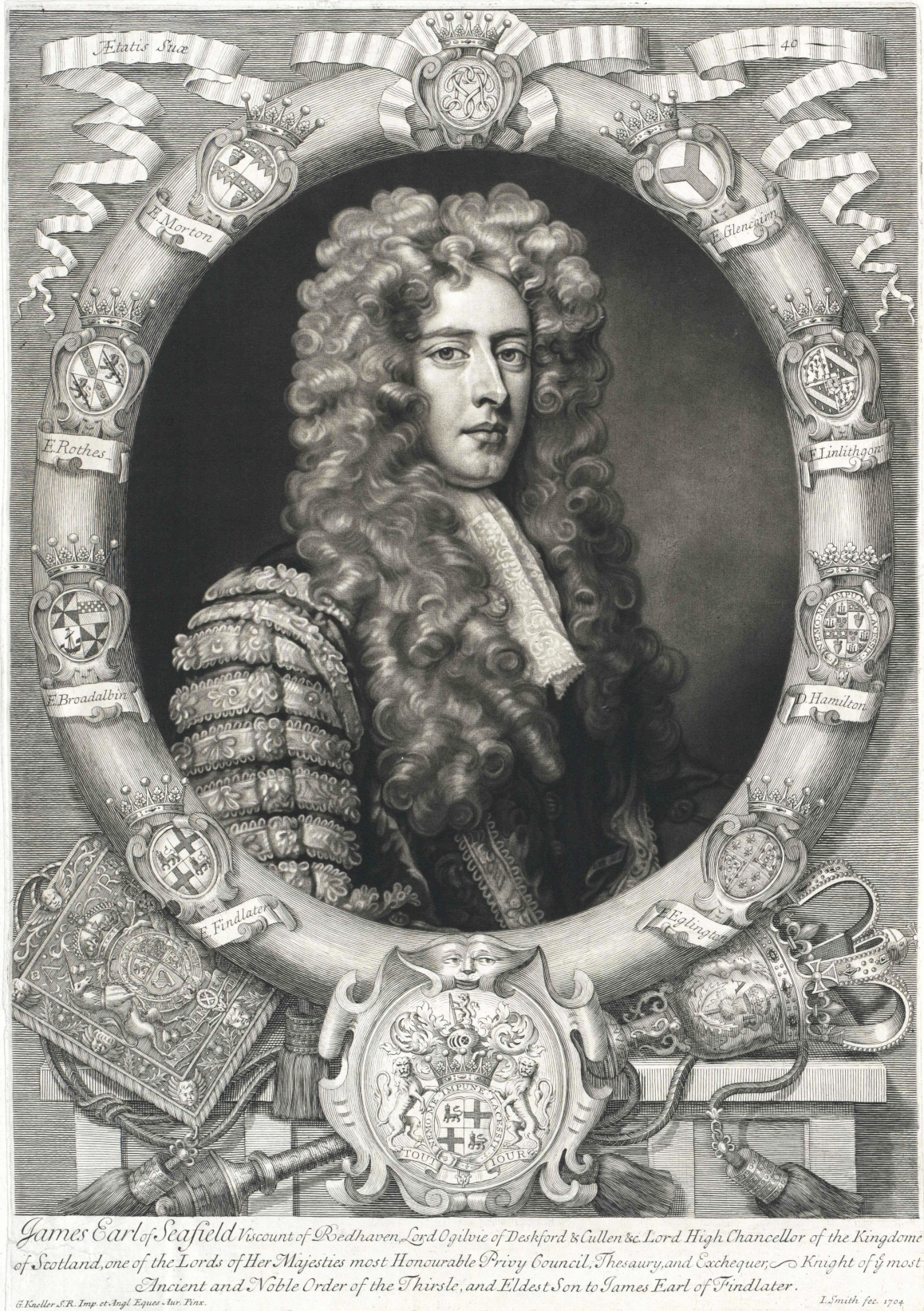
Граф Финдлатер в мантии лорда-главного барона.

Он был избран на факультет адвокатов в 1685 году и заседал в Шотландском парламенте от Каллена в Банфшире в 1681—1682, 1689—1695 годах. Хотя в парламенте Конвента 1689 года он выступал за Якова VII Стюарта, он принял присягу на верность Вильгельму Оранскому и Марии Стюарт, и после занятия некоторых второстепенных официальных должностей он был назначен на руководящие должности. Джеймс Огилви занимал должности генерального солиситора Шотландии с 1693 года, лорда-канцлера Шотландии (1702—1704, 1705—1708), государственного секретаря с 1696 по 1702 год и сосекретарем с 1704 по 1705 год. В 1698 году он был избран членом Лондонского Королевского общества.
24 июня 1698 года Джеймс Огилви получил титулы 1-го виконта Сифилда (Пэрство Шотландии) и 1-го лорда Огилви из Каллена (Пэрство Шотландии). 24 июля 1701 года для него были еще созданы титулы 1-го графа Сифилда (Пэрство Шотландии), 1-го виконта Рейдхейвена (Пэрство Шотландии) и 1-го лорда Огилви из Дескфорда и Каллена (Пэрство Шотландии).
Джеймис Огилви был комиссаром Унии с 1702 года и активным пропагандистом Унии с Англией с 1706 года. Он служил первым лордом-главным бароном Шотландского суда казначейства, учрежденного Актом об Унии. К 1713 году его взгляды на Унию изменились, и он выступил за его отмену.
Он заседал в Палате лордов Великобритании как шотландский пэр-представитель в 1707—1710, 1712—1715 и 1722—1730 годах. В 1707 году граф Сифилд был принят в Тайный совет Великобритании и в 1707 году был назначен лордом-главным бароном в Суде казначейства.
В 1711 году после смерти своего отца Джеймс Огилви унаследовал титулы 4-го графа Финдлатера (Пэрство Шотландии) и 5-го лорда Огилви из Дексфорда (Пэрство Шотландии). Он также занимал посты хранителя Большой печати Шотландии в 1713—1714 годах.
Лорд-верховный комиссар Генеральной Ассамблеи Церкви Шотландии (1700, 1703, 1724 и 1727), кавалер Ордена Чертополоха (с февраля 1703 года).

## Личная жизнь
В 1687 году лорд Сифилд женился на Энн Данбар (ок. 1672 — 14 августа 1708), дочери сэра Уильяма Данбара, 1-го баронета, и Джанет Броди. У супругов были следующие дети:
- Джеймс Огилви, 5-й граф Финдлатер и 2-й граф Сифилд (1689 — 9 июля 1764), старший сын и преемник отца[4].
- Достопочтенный Джордж Огилви (1690 — январь 1732), умерший неженатым.
- Леди Элизабет Огилви (6 мая 1692 — 24 сентября 1778), вышедшая замуж за Чарльза Мейтленда, 6-го графа Лодердейла (ок. 1688—1744)
- Леди Джанет Огилви (ок. 1695 — 25 декабря 1720), 1-й муж с 1716 года Хью Форбс из Крейгивара; 2-й муж с 1719 года Уильям Дафф, 1-й граф Файф (1697—1763).
- Достопочтенный Уильям Огилви (6 мая 1699 — ?).

Лорд Финдлатер скончался в августе 1730 года в возрасте 66 лет, и ему наследовал его сын Джеймс Огилви, 5-й граф Финдлатер и 2-й граф Сифилд.